# Slobodan Jakovljević
Slobodan Jakovljević (Kirin Serbia: Слободан Јаковљевић, sinh 26 tháng 5 năm 1989) là một cầu thủ bóng đá Serbia, hiện tại thi đấu cho HŠK Zrinjski Mostar ở Giải bóng đá ngoại hạng Bosnia và Herzegovina.

## Sự nghiệp
Slobodan Jakovljević sinh ra ở Pristina, và thi đấu ở FK Crvena Zvezda Novi Sad, FK Cement Beočin và Mladost Apatin. Mùa giải 2010-11 anh chuyển đến Novi Sad  và thi đấu ở FK Novi Sad trong 2 mùa bóng. Mùa giải 2012-13 anh ký hợp đồng cho  Novi Pazar và thi đấu ở Serbian SuperLiga. Năm 2012, anh ra mắt ở Serbian SuperLiga thi đấu trước FK Radnički Niš.

## Danh hiệu
Radnik Surdulica
- Serbian First League: 2014–15